# Antitrichia curtipendula
Antitrichia curtipendula là một loài Rêu trong họ Leucodontaceae. Loài này được (Timm ex Hedw.) Brid. mô tả khoa học đầu tiên năm 1819.